# Demir Kapija
Demir Kapija (Macedonisch: Демир Капија) is een kleine stad en gemeente in het zuidoosten van Noord-Macedonië, op 41.43° NB en 22.26° OL. De gemeente heeft 4545 inwoners (2004).
In de klassieke tijd stond de stad bekend onder de naam Stenasen in de Middeleeuwen was het een Slavische nederzetting met de naam Prosek. De huidige naam is ontstaan onder de Turkse overheersing, en betekent "De IJzeren Poort". Prosek werd in de Middeleeuwen gebruikt als fort, vanwege zijn strategische positie.